# Рубен Мікаел
Рубен Мікаел (порт. Rúben Micael, * 19 серпня 1986, Камара-де-Лобуш) — португальський футболіст, півзахисник іспанського клубу «Реал Сарагоса», кольори якого захищає на умовах оренди з мадридського «Атлетіко».
Насамперед відомий виступами за клуби «Насьонал» та «Порту», а також національну збірну Португалії.
Дворазовий володар Суперкубка Португалії. Дворазовий володар Кубка Португалії. Чемпіон Португалії. Переможець Ліги Європи. 

## Клубна кар'єра
Вихованець футбольної школи клубу «Уніан Мадейра». Дорослу футбольну кар'єру розпочав 2004 року в основній команді того ж клубу, в якій провів чотири сезони, взявши участь у 94 матчах чемпіонату. 
Своєю грою за цю команду привернув увагу представників тренерського штабу клубу «Насьонал», до складу якого приєднався 2008 року. Відіграв за клуб Фуншала наступні два сезони своєї ігрової кар'єри. Більшість часу, проведеного у складі «Насьонала», був основним гравцем команди.
2010 року уклав контракт з клубом «Порту», у складі якого провів наступний сезон своєї кар'єри гравця.  Граючи у складі «Порту» також здебільшого виходив на поле в основному складі команди.
2011 року приєднався до команди мадридського «Атлетіко». Не провівши жодного офіційного матчу у складі цієї команди, відразу ж був відправлений в оренду до клубу «Реал Сарагоса». Наразі встиг відіграти за клуб з Сарагоси 14 матчів в національному чемпіонаті.

## Виступи за збірні
2009 року  залучався до складу молодіжної збірної Португалії. На молодіжному рівні зіграв d одному офіційному матчі.
2011 року дебютував в офіційних матчах у складі національної збірної Португалії. Наразі провів у формі головної команди країни 7 матчів, забивши 2 голи.

## Титули і досягнення
- Чемпіон Португалії (1):

«Порту»:  2010–11
- Володар Кубка Португалії (2):

«Порту»:  2009–10, 2010–11
- Володар Кубка португальської ліги (1):

«Брага»:  2012–13
- Володар Суперкубка Португалії (2):

«Порту»:  2010, 2011
- Переможець Ліги Європи (1):

«Порту»:  2010–11